# 히가시나리군

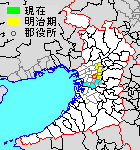
오사카부 히가시나리군의 위치(하늘색: 후에 다른 군에서 편입된 구역)

히가시나리군(일본어: 東成郡, ひがしなりぐん은 셋쓰국·오사카부에 있던 군이다.

## 군역
1897년 행정 구역으로 발족 당시의 군역은 대체로 아래 구역에 해당한다.
- 오사카시
  - 덴노지구·히가시나리구·아사히구·조토구 전역
  - 아베노구의 대부분
  - 미야코지마구의 대부분
  - 이쿠노구의 대부분
  - 나니와구의 일부
  - 니시나리구의 일부
  - 쓰루미구의 일부
  - 주오구의 일부

## 역사

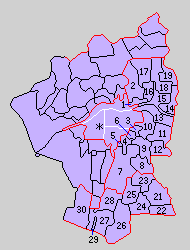
1.노다촌 2.미야코지마촌 3.다마쓰쿠리정 4.히가시히라노정 5.니시코즈촌 6.기요보리촌 7.덴노지촌 8.이쿠노촌 9.쓰루하시촌 10.나카모토촌 11.미나미신카이노쇼촌 12.오지촌 13.기타신카이노쇼촌 14.에노모토촌 15.나마즈에촌 16.에나미촌 17.시로키타촌 18.후루이치촌 19.시미즈촌 21.히라노고정 22.기레촌 23.기타쿠다라촌 24.미나미쿠다라촌 25.다나베촌 26.요사미촌·나가이촌 27.스미노에촌 28.스미요시촌 29.안류정 30.시키즈촌 (보라:오사카시. *는 발족 당시의 오사카시)

- 1889년 4월 1일 - 정촌제 시행으로, 아래의 정촌이 발족. 전역이 현 오사카시.(2정 17촌)
  - 노다촌(野田村): 현 미야코지마구, 조토구
  - 미야코지마촌(都島村): 현 미야코지마구
  - 다마쓰쿠리정(玉造町): 현 주오구
  - 히가시히라노정(東平野町): 현 덴노지구
  - 니시코즈촌(西高津村): 현 덴노지구
  - 기요보리촌(清堀村): 현 덴노지구
  - 덴노지촌(天王寺村): 현 덴노지구, 아베노구, 이쿠노구
  - 이쿠노촌(生野村): 현 이쿠노구, 덴노지구
  - 쓰루하시촌(鶴橋村): 현 이쿠노구, 주오구, 히가시나리구
  - 나카모토촌(中本村): 현 히가시나리구, 주오구, 조토구
  - 미나미신카이노쇼촌(南新開荘村): 현 히가시나리구
  - 오지촌(小路村): 현 이쿠노구
  - 기타신카이노쇼촌(北新開荘村): 현 조토구
  - 에노모토촌(榎本村): 현 쓰루미구
  - 나마즈에촌(鯰江村): 현 조토구, 미야코지마구
  - 에나미촌(榎並村): 현 조토구, 미야코지마구
  - 시로키타촌(城北村): 현 아사히구
  - 후루이치촌(古市村): 현 아사히구
  - 시미즈촌(清水村): 현 아사히구
- 1896년 4월 1일 - 군제 시행에 따라, 히가시나리군·스미요시군의 구역을 가지고, 새로이 히가시나리군이 발족. 히라노고정(平野郷町), 기레촌(喜連村)(현 히라노구), 기타쿠다라촌(北百済村), 미나미쿠다라촌(南百済村), 다나베촌(田辺村)(현 히가시스미요시구), 요사미촌(依羅村)(현 스미요시구), 스미노에촌(墨江村)(현 스미요시구, 스미노에구), 스미요시촌(住吉村)(현 스미요시구), 안류정(安立町), 시키즈촌(敷津村)(현 스미노에구), 나가이촌(長居村)(현 스미요시구)가 본군 소속이 됨.(4정 26촌)
- 1897년 4월 1일 - 아래의 구역(대체로 오사카 철도 조토선 북서쪽)이 오사카시에 편입.(2정 22촌)
  - 히가시구 ← 다마쓰쿠리정, 히가시히라노정, 기요보리촌, 니시코즈촌, 나카모토촌(일부), 쓰루하시촌(일부),
  - 미나미구 ← 이쿠노촌(일부), 덴노지촌(덴노지의 대부분)
  - 기타구 ← 노다촌(일부), 나마즈에촌(일부), 미야코지마촌(일부)
  - 노다촌의 잔여부가 나마즈에촌에, 미야코지마촌의 잔여부가 시로키타촌에, 덴노지촌의 일부(덴노지의 잔여부)가 쓰루하시촌에 각각 편입.
- 1902년 4월 1일 - 에노모토촌이 기타카와치군 이마즈촌을 편입.(2정 22촌)
- 1910년 9월 1일 - 나마즈에촌이 정제 시행으로 나마즈에정(鯰江町)이 됨.(3정 21촌)
- 1912년 10월 1일(5정 19촌)
  - 쓰루하시촌이 정제 시행으로 쓰루하시정(鶴橋町)이 됨.
  - 나카모토촌이 정제 시행으로 나카모토정(中本町)이 됨.
- 1914년 4월 1일 - 다나베촌이 정제 시행으로 다나베정(田辺町)이 됨.(6정 18촌)
- 1914년 10월 1일 - 에나미촌이 정제 시행으로 에나미정(榎並町)이 됨.(7정 17촌)
- 1916년 1월 1일
  - 미나미신카이노쇼촌이 개칭하여 가미지촌(神路村)이 됨.
  - 기타신카이노쇼촌이 개칭하여 조토촌(城東村)이 됨.
- 1925년 4월 1일 - 전역이 오사카시에 편입되어, 아래의 2개 구가 발족. 이날 히가시나리군이 폐지됨. 오사카부에서 1896년 군제 개편 이후, 니시나리군과 함께 처음으로 군이 소멸되었으며, 다이쇼 시대의 마지막 군 소멸이기도 하다.
  - 스미요시구 ← 덴노지촌, 히라노고정, 기레촌, 기타쿠다라촌, 미나미쿠다라촌, 다나베정, 요사미촌, 스미노에촌, 스미요시촌, 안류정, 시키즈촌, 나가이촌
    - 구 스미요시군 전엑에, 구 히가시나리군 덴노지촌을 더한 구역

  - 히가시나리구 ← 이쿠노촌, 쓰루하시정, 나카모토정, 가미지촌, 오지촌, 조토촌, 에노모토촌, 나마즈에정, 에나미정, 시로키타촌, 후루이치촌, 시미즈촌
    - 구 히가시나리군 중 덴노지촌 이외의 구역